# Ынтымак (Байдибекский район)
Ынтымак (каз. Ынтымақ) — аул в Байдибекском районе Туркестанской области Казахстана. Входит в состав Коктерекского сельского округа. Код КАТО — 513655200.

## Население
В 1999 году население аула составляло 443 человека (225 мужчин и 218 женщин). По данным переписи 2009 года, в ауле проживало 470 человек (234 мужчины и 236 женщин).